# TSUNEI
TSUNEI（つねい、1月26日 - ）は、日本のシンガーソングライター。南魚沼市の交流大使。新潟県南魚沼市出身。

## 概要
名の由来は亡くなった祖父（つねいち）から名付けた。

## シングル
- 『空が代わりに』（配信・レンタル限定）2015.12.11[3]。
- 『やさしさに会いたい』（配信＆ライブ会場限定リリース・TSUTAYAでの販売もあり)2017.12.20

## アルバム
- 『Side B』（ライブ会場限定発売）2014.8.12
- 1stフルAlbum『Everlaughing』Fauvisme 2016.1.13[4][5]。
- 2ndミニAlbum『ツネイノネ』naoplan 2017.7.12。